# 高杉雅子

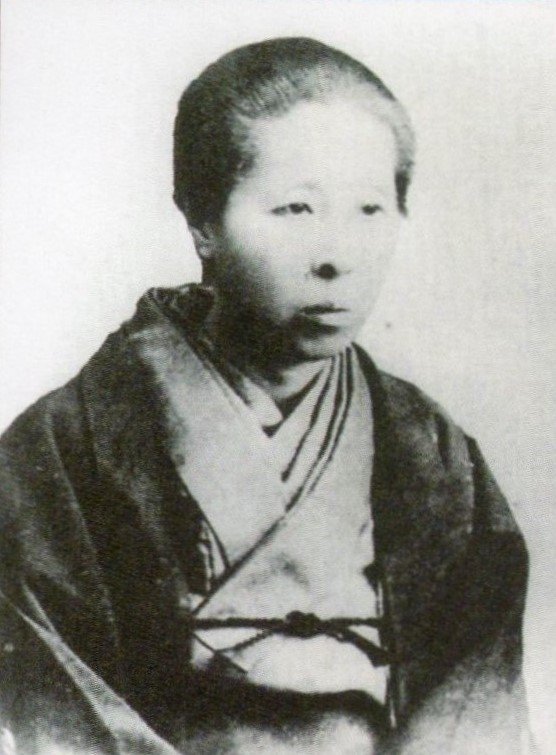
高杉雅子

高杉 雅子（たかすぎ まさこ、弘化2年（1845年） - 大正11年（1922年）11月）は、幕末から大正時代にかけての日本の女性。長州藩士・井上平右衛門の次女。高杉晋作の妻。子に東一（梅之進）。名前は雅、政子とも。萩城下一の美人と呼ばれた。

## 生涯

### 結婚
井上家の家格は高杉家と同じ八組で山口町奉行をしており、家禄250石で高杉家より高禄である。晋作は従兄弟に宛てた手紙で30歳まで妻を持たないと宣言していたが、周囲は暴走しかねない晋作に家庭を持たせて落ち着かせようと縁談を勧めていた。萩城下一の美人と呼ばれ、縁談が山のように来る雅に、親戚が候補を3人に絞り込み、叔父が雅にクジを引かせて引いたのが晋作だったという逸話も伝わる。叔父は「三国一の婿を引き当てた」と喜び、兄は「お前の婿はあずき餅だ」と冷やかしたという。万延元年1月18日（1860年2月9日）、雅は16歳で22歳の晋作に嫁ぐ。仲人は同藩士・佐伯源左衛門。元治元年（1864年）10月に長男・梅之進が産まれる。
姑のミチには晋作が気短なのでそのつもりで心構えするよう諭されていたが、晋作は優しく一度も叱られたことは無かったという。激動の時勢の中、ほとんど家にいない晋作から雅に宛てた手紙には、高価な帯や反物の贈り物と共に、立派な武士の妻になるために教養を身につけ精進するよう、細々と書き送っていて、中には達筆すぎて雅が読めない部分もあった。

### 晋作挙兵
功山寺挙兵後の晋作が四国に亡命していた頃、下関の芸妓である「おうの」を伴っていた。萩の家族には逃亡の目をくらますために連れていると説明している。慶応2年（1866年）2月、幕府による長州再征を迎え撃つ準備に奔走していた晋作は本人の強い希望で正式に下関勤務になると、萩から晋作の世話をするため、雅は2歳の梅之進と晋作の母親ミチとともに下関にやって来る。入江和作邸でおうのと同棲していた晋作は妻妾の鉢合わせに困り果て、木戸孝允に泣きついて藩命を取り付けてもらい、長崎に旅立ってしまった。雅たちは白石正一郎邸に預けられたのち、4月には萩に戻った。後日、晋作からは雅への贈り物と平身低頭に詫びた長文の手紙が送られた。
8月1日の小倉落城の頃、晋作は喀血し、肺結核が悪化して病床につき、10月には下関の東行庵におうのと共に移った。晋作の病が重くなると、最期を看取るべく医者が萩の家族を下関に呼び寄せた。野村望東尼が妻妾の間を取り持ち、それまで看病していたおうのが下がり、雅が晋作の看病にあたった。慶応3年（1867年）4月13日深夜に晋作は死去した。結婚生活は7年余りであるが、実際に共に過ごしたのは合計で1年半ほどであった。

### 晋作死後
晋作没後、山口城下茶臼山（現・山口市白石）に晋作が生前準備していた屋敷に、萩から息子や高杉家の両親と共に移り住む。明治10年（1877年）、息子の教育のため一家で上京した。一人息子の東一は大正2年（1913年）に母に先立って没した。
晋作没から50年後に雑誌『日本及日本人』の取材で、晋作については、外ばかり出ていて若くして亡くなったため、一緒にいたのはほんのわずかで、話すような記憶が無いと述べている。
大正11年（1922年）11月、東京市麻布にて78歳で死去。